# Frognal
Frognal ist der Name einer der historisch bedeutsamsten Straßen im Londoner Stadtteil Hampstead, Bezirk Camden. Außerdem war es der Name einer ehemaligen Siedlung in diesem Gebiet.

## Namensherkunft
Der Name leitet sich wahrscheinlich von der Bezeichnung „The place of frogs“ (dt. „Der Platz der Frösche“) ab. Denn dieser Teil von Hampstead war ursprünglich eine landwirtschaftliche Gegend mit vielen Wasserflächen, in denen zahlreiche Frösche beheimatet waren.

## Verlauf
Die Straße beginnt an der Finchley Road und verläuft von dort in weitgehend nördlicher Richtung bis Frognal Rise. Ihre Querstraßen sind – von Süd nach Nord – die Arkwright Road, der Frognal Lane, der Frognal Way, die Church Row, die Redington Road, der Oak Hill Park und die Frognal Gardens.

## Geschichte
Im 15. Jahrhundert befand sich an der Stelle des heutigen Frognal ein großes Herrenhaus. Wegen seiner guten klimatischen Bedingungen wuchs Frognal im Laufe des 17. und 18. Jahrhunderts zu einem Landgut mit mehreren Gebäuden heran. Diese Siedlung befand sich im Gebiet des heutigen Zusammentreffens der Straßen Frognal und Frognal Lane. Im frühen 19. Jahrhundert begann das Wachstum der ursprünglichen Frognal-Siedlung.

## Frognal Close
Auf der Westseite der Frognal (Street) befindet sich – zwischen Arkwright Road und Frognal Lane – der Frognal Close, eine Häuserzeile, die 1937 von dem Architekten Ernst L. Freud, einem Sohn Sigmund Freuds, entworfen wurde.

## Bekannte Anwohner
In dem Haus Nummer 10 wuchs der 1909 geborene Dichter Stephen Spender auf. In seiner Autobiografie beschreibt er es als ein „hässliches Haus im Hampstead-Stil, wie aus einem Baukasten“.
Die Vereinigung der Grundstücke Nummer 31 und 31A dienten in den 1950er Jahren als Hampsteads größte Freilichtbühne, als der eine Garten die Bühne und der andere Garten die Zuschauerplätze beherbergte.
In dem Gebäude Nummer 37 lebte der früh verstorbene Hornist Dennis Brain und im benachbarten Haus mit der Nummer 39 verstarb am 6. November 1901 die Aquarellmalerin Kate Greenaway.
Die Häuser Nummer 49 und 51 wurden 1895 vom Architekten Reginald Blomfield entworfen, der anschließend das Haus Nummer 51 selbst bewohnte.
Auf der gegenüber liegenden Straßenseite befand sich bis zu den 1920er Jahren die Priory Lodge, in der Dr. Samuel Johnson lebte und einen Großteil seiner „The Vanity of Human Wishes“ schrieb. Über der Lodge befand sich die geräumige Frognal Hall, die Richard Arden, 1. Baron Alvanley bis zu seinem Ableben am 19. März 1804 bewohnte.
In dem Haus Nummer 69 lebte der aus Österreich stammende Schauspieler Adolf Wohlbrück, der sich in England Anton Walbrook nannte. Im benachbarten Gebäude mit der Nummer 71 residierte der „Vater der plastischen Chirurgie“, Sir Harold Gillies.
Das unter der heutigen Nummer 94 gelegene Old Mansion (dt. Altes Haus) wurde um 1700 erbaut. Dessen ursprünglicher Garten erstreckte sich vom Mount Vernon bis zur Church Row.
Die Sängerin Kathleen Ferrier bewohnte von 1942 bis zu ihrem Tode am 8. Oktober 1953 das Gebäude Nummer 97, und das benachbarte Frognal House war von 1940 bis 1942 Wohnstätte des französischen Generals Charles de Gaulle und seiner Familie.
Die um 1745 erbauten Häuser mit den heutigen Nummern 103 bis 109 waren ursprünglich ein einziges Gebäude und unter der Bezeichnung Frognal Grove bekannt. Sein Eingang befand sich unter Nummer 105, die Häuser Nummer 103 und 107 bildeten seine Seitenflügel und die Nummer 109 beherbergte einen Stall. Im späten 19. Jahrhundert wurde ein weiteres Haus (Nummer 111) in den Komplex des Frognal Grove integriert.
Der prominenteste Bewohner des Hauses mit der heutigen Nummer 103 war der Politiker Ramsay MacDonald, der 1924 erster Labour-Premierminister des Vereinigten Königreichs wurde. Er bewohnte das Haus von 1925 bis 1937. Auch sein Sohn Malcolm MacDonald, der ebenfalls in die Politik ging, lebte dort. In den 1950er Jahren wurde das Haus vom US-amerikanischen Drehbuchautor Donald Ogden Stewart bewohnt, der während der McCarthy-Ära nach England immigriert war.
Unter Nummer 106 lebte der Maler George Sheringham.
Die benachbarten Nummern 108 und 110 zählen zu den ältesten Häusern in Hampstead. Im 18. Jahrhundert wurden sie zusammengelegt und beherbergten über einen langen Zeitraum hinweg ein Pub, dessen Name mehrfach geändert wurde. Im Gebäudeteil mit der Nummer 108 lebte in den 1950er Jahren die russische Ballerina Tamara Karsawina und in den 1980er Jahren der britische Musiker Sting. Unter der benachbarten Nummer 110 lebte von 1945 bis zu seinem Tod am 2. Januar 1971 der Poet und Punch-Herausgeber Eduard George Knox.